# بييرو تشيارا
بييرو تشيارا (بالإيطالية: Piero Chiara)‏ (13 مارس 1913، لوينو في إيطاليا - 31 ديسمبر 1986، فاريزي في إيطاليا)؛ كاتِب، سيناريست وروائي إيطالي.

## روابط خارجية
- بييرو تشيارا على موقع IMDb (الإنجليزية)
- بييرو تشيارا على موقع ألو سيني (الفرنسية)
- بييرو تشيارا على موقع أول موفي (الإنجليزية)
- بييرو تشيارا على موقع قاعدة بيانات الفيلم (الإنجليزية)
- بييرو تشيارا على موقع كينوبويسك (الروسية)